# Abd el-Kader
Abd-al-Qàdir ibn Muhyí-d-Din al-Hassaní al-Jazaïrí (àrab: عبد القادر الجزائري, ʿAbd al-Qādir al-Jazāʾirī) (Guetna (Mascara), 1808-Damasc, 1883), conegut com a emir Abd-al-Qàdir o, segons la pronunciació dialectal i la transcripció tradicional francesa, emir Abd el-Kader o Abdelkader, va ser un escriptor, poeta, filòsof i teòleg sufí algerià. Amb la invasió francesa del país, va esdevenir un home polític i cap militar per dirigir la resistència. És considerat com el primer creador de la nació algeriana i va esdevenir símbol de la resistència contra el colonialisme i l'opressió.

## Biografia
La família era originària del Rif i va néixer el 1808 a Guetna al-Hamman a 20 km a l'oest de Mascara. Va estudiar a la zàuiya del seu pare i a Orà. El 1828/1829 va peregrinar a la Meca poc després del seu matrimoni.

### Guerra
La conquesta d'Algèria per França començà amb el desembarcament de l'exèrcit africà a Sidi-Ferruch el 14 de juny de 1830, comandat pel general Louis Auguste Victor de Ghaisne de Bourmont entrant a Alger després de la capitulació del dey Hussein ibn Hussein, espoliant les riqueses de la ciutat, sense respectar ni tan sols els fonaments religiosos, i l'annexió suposà la divisió del territori de l'antiga regència, la part nord d'Algèria, mentre el Sàhara quedà com a territori generalment associat encara que independent.
Quan l'exèrcit francès va arribar a Orà el gener de 1831, se li va demanar a Hadj Mahieddine, pare d'Abdelkader, que liderés una campanya de resistència, i va cridar la gihad ("guerra santa"), i ell i el seu fill estaven als primers atacs a les muralles de la ciutat. Va ser en aquest moment quan el pare va deixar la direcció al fill, i en una reunió de les tribus occidentals a la tardor de 1832 fou proclamat pels seus homes líder de la gihad al sud-oest i el 27 de novembre, emir de l'Emirat d'Abdelkader per les tribus haixim, bani amir, i gharaba, establint un estat anàleg al règim dels deys d'Alger amb una profunda revisió de la doctrina del poder sobre bases més igualitàries. Les seves forces però van fracassar davant Orà i Mostaganem (1833) encara que va aconseguir mantenir l'agitació.
El general Louis Alexis Desmichels va negociar amb ell la pacificació (4 i 26 de febrer de 1834) i fou reconegut pel tractat de Desmichels com a emir dels creients; Abd el-Kader va aprofitar el tractat per construir un exèrcit modern a l'estil del Nizam-I Cedid de Selim III amb rifles francesos i unes poques peces d'artilleria i sufocar un intent rival de controlar la gihad al Beilicat de Titteri.
La seva autoritat s'estenia fins a la vora d'Alger l'abril de 1835 però les seves pretensions van provocar la represa de la guerra. El 28 de juny va derrotar els francesos en la batalla de Macta, però Bertrand Clauzel i Thomas Robert Bugeaud van prendre venjança cremant Mascara el 6 de desembre i ocupant Tlemcen el 13 de gener de 1836 i van derrotar Abd el-Kader en la batalla de Sikkak el 6 de juliol i després van fracassar en el setge de Constantina el novembre.

### La pau amb els francesos

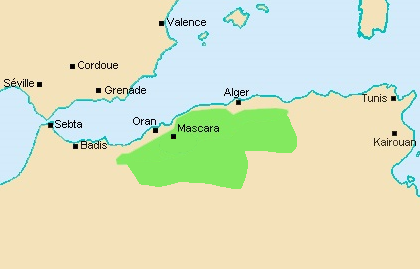
l'Emirat d'Abdelkader entre 1836 i 1839

Els francesos es trobaven bloquejats a les viles i els colons eren atacats arreu; les tribus aliades als francesos també patien represàlies. El govern de Lluís Felip, amb una opinió pública amb sentiments ambivalents cap a Algèria, en abril de 1837 va decidir negociar i es va signar el tractat de Tafna el 30 de maig entre Abd el-Kader i Bugeaud pel què els francesos conservaven Orà, Arzeu, Mostaganem, Alger, Blida i Kolea, i l'emir rebia la província d'Orà, part de la d'Alger i tot el Beilicat de Titteri.
Es dirigí al Sàhara per posar de la seva banda la germandat Tijàniyya, sense èxit, i després a l'est fins a les valls del Chelif i Titteri però el bey del Beilicat de l'Est, Ahmed Bey ben Mohamed Chérif, hi oposà resistència i l'1 d'octubre de 1837 l'exèrcit francès va sortir de Bona i va assetjar Constantina el 10 d'octubre i el 12 d'octubre, el general Damrémont va començar l'assalt però aquell vespre morir d'un tret i la conquesta fou completada pel seu successor, el general Valée, que fou nomenat governador general de les possessions franceses a l'Àfrica l'1 de desembre.
Del juliol de 1837 al novembre del 1839 hi va haver pau i l'emir va aprofitar per organitzar les seves tropes. La seva capital es va establir a Tagdemt, i es va fer reconèixer per tots els caps de tribus fins al Marroc i el Sàhara. L'ambigüitat del tractat va fer que entrés en territori que els francesos consideraven que no hi tenia dret; el general Valée va proposar un tractat addicional aclaridor però Abd el-Kader no el va voler signar. Va minimitzar el seu poder polític, refusant repetidament el títol de soldà i intentant centrar-se en la seva autoritat espiritual. L'estat que va crear va ser en gran part teocràtic: la majoria de càrrecs d'autoritat eren ocupats per membres de l'aristocràcia religiosa, el sistema jurídic i administratiu que va establir es va inspirar fortament en la llei alcorànica.
Va destruir els Kouloughlis de Zouatna per haver donat suport als francesos i a finals de 1838, el seu regnat s'estenia a l'est fins a Cabília, al sud fins a Biskra i la frontera marroquina, i continuà lluitant a contra la germandat Tijàniyya assetjant la seva capital Aïn Mahdi durant sis mesos, destruint-la finalment.

### Represa de la guerra

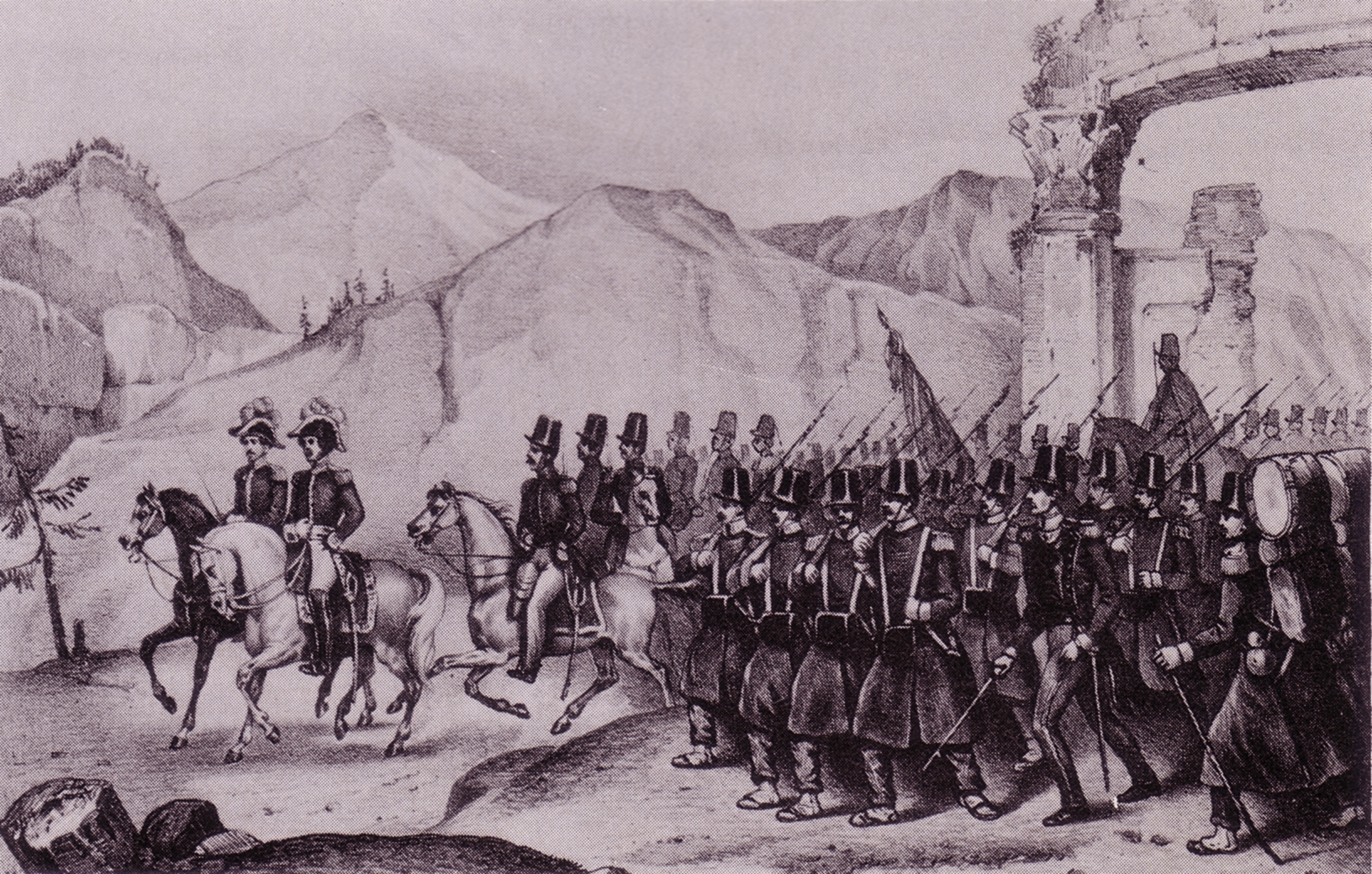
L'expedició de les Portes de Ferro

Ignorant els termes del tractat de Tafna, l'expedició a les Portes de Ferro en la qual el Ferran Felip d'Orleans, duc d'Orleans i hereu de la corona francesa, va unir Constantina i Alger, va servir de pretext a Abd el-Kader per reprendre la guerra i el 20 de novembre de 1839 les seves forces van envair la Mitidja, saquejant els establiments i massacrant als colons i amenaçant Alger. Com a resposta, els francesos li van declarar oficialment la guerra el 18 de novembre de 1839 i ocupant la Miliana i Medea el maig i juny del 1840 sense resoldre la situació d'Alger, ja que les guarnicions franceses havien de ser abastides per combois que eren objecte d'atacs.
Adolphe Thiers va convèncer al rei de colonitzar l'interior del territori fins als límits del desert convertint Algèria un teatre ideal per permetre que els seus fills cobrissin de glòria la seva dinastia i el convencé d'enviar al terreny, com a governador general, el general Bugeaud, que fou nomenat el 29 de desembre de 1840 amb el plantejament de la conquesta total d'Algèria i l'aniquilació de la resistència, i va acabar tenint més de 100.000 homes amb els que va emprar estratègies inspirades en la seva experiència en la lluita contra els guerrillers durant la guerra del francès amb soldats amb un equipament lleugers, substituint els vehicles per bèsties de càrrega que carregaven l'artilleria. Les tropes es dividiren en columnes mòbils que perseguien els combatents sense descans i creant un buit davant d'ells cremant pobles i eliminant els ramats en una política de terra cremada. Abdelkader practica una eficaç guerra de guerrilles i, fins al 1842, guanya moltes batalles, però el mariscal Bugeaud no va deixar mai de perseguir Abdelkader, que tenia la seva base de poder es troba a la part occidental d'Algèria, on va aconseguir unir les tribus contra els francesos, i en 1841 va prendre la seva capital Mascara, i entre 1841 i 1843 les ciutats de Tagdempt, Boghar, Taza, Saïda, Tremissèn (Tlemcen), Sebdou i Nedroma i va fer expedicions per tot el país intentant capturar al seu enemic i destruir a les seves forces. El 16 de maig de 1843 la nova capital de l'emir, Smala, fou ocupada; les tribus es van començar a sotmetre a França. Abd el-Kader sovint signa treves tàctiques amb els francesos i allibera els seus captius francesos simplement perquè no té prou menjar per alimentar-los, i durant aquest període va demostrar lideratge polític i militar i va actuar com un administrador competent i un orador persuasiu.
A finals d'any, molt debilitat, Abd el-Kader es va refugiar a la frontera marroquina per quedar a resguard i enrolar soldats. L'ocupació de Lalla Maghnia pels francesos va provocar un conflicte amb Marroc, però els francesos van reaccionar contra aquest país bombardejant Tànger i Mogador (6 i 15 d'agost de 1844) i van derrotar les forces marroquines en la batalla d'Isly el 14 d'agost de 1844. El soldà Abd al-Rahman ben Hisham va haver de refusar ajudar el seu hoste i el va haver de declarar fora de la llei.
El 1846 Abd el-Kader va tornar a Algèria per agafar la direcció de les revoltes que esclataven a diversos llocs. El 23 de setembre va obtenir una victòria a Sidi Brahim, però els francesos van enviar 18 columnes que el van empènyer altre cop cap al Marroc (juliol del 1846), on va trobar l'hostilitat del sultà, i va quedar bloquejat entre les tribus lleials al soldà marroquí i els francesos. Va entrar a Algèria altre cop, ja que no tenia cap sortida per anar més al sud com volia, i finalment es va rendir al duc d'Aumale el 23 de desembre de 1847 contra la promesa de ser enviat a Jerusalem o Alexandria, que no es va complir.

## Després de la guerra
Enviat a Toló, després a Pau, i més tard a Amboise, finalment fou alliberat per Lluís Napoleó el 16 d'octubre de 1852 i va rebre una pensió dels francesos de qui havia esdevingut lleial. Va anar a viure a Brousse el 1853 i el 1855 va anar a Damasc, on va provar la seva lleialtat salvant al cònsol de França i a milers de persones cristianes que els drusos volien matar (juliol del 1860).
Va morir la nit del 25 al 26 de maig de 1883.

## Homenatges

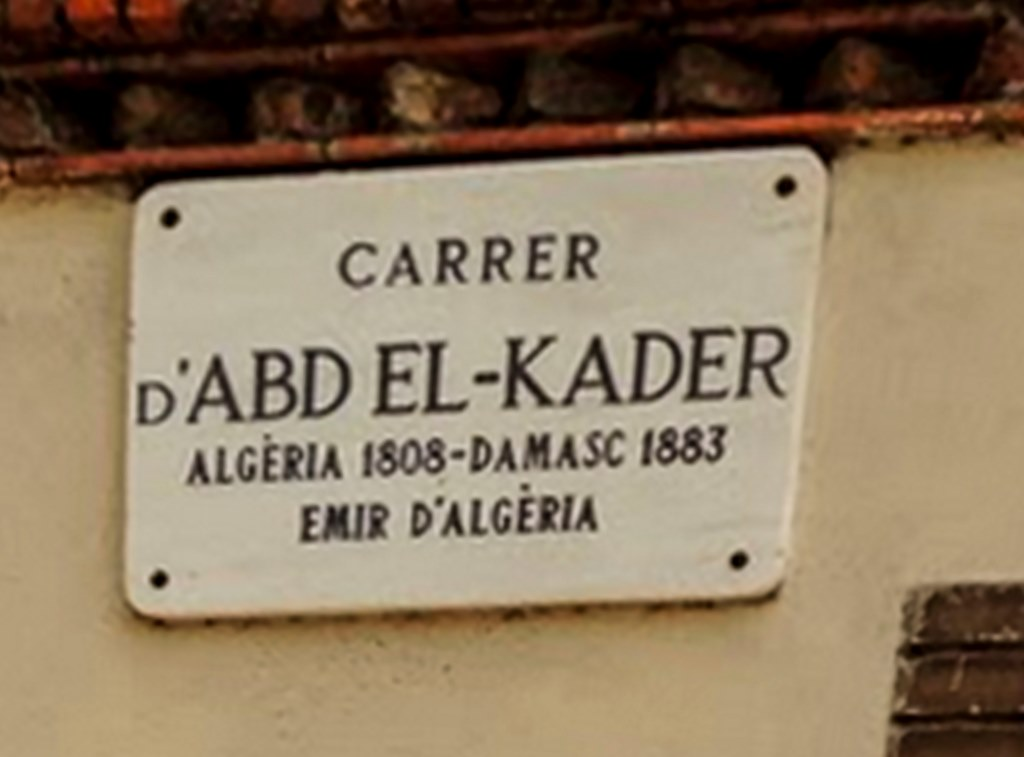
El carrer Abd el-Kader a Barcelona

Des del començament de la seva carrera, Abdelkader va inspirar admiració, no només des d'Algèria, sinó també dels europeus, fins i tot mentre lluitava contra les forces franceses. La «generosa preocupació, la tendra simpatia» que mostrava pels seus presoners de guerra era «quasi inigualable en els annals de la guerra»43, i tenia cura de respectar la religió privada dels captius. El 1843, el mariscal Nicolas Jean de Dieu Soult va declarar que Abdelkader era un dels tres grans homes vius de la terra sent els altres dos, l'Imam Xamil i Imam Xamil d'Egipte, també musulmans. Actualment és respectat com un dels més grans de la seva gent. Abd el-Kader va ser objecte d'una autèntica construcció mitològica durant el segle xix, especialment a França. Això es pot veure en les representacions dels artistes durant aquest segle. Encara que els significats atribuïts a Abd el-Kader evolucionen segons l'època, és l'únic líder indígena així valorat.
Al barri barceloní del Baix Guinardó hi ha un carrer que porta el seu nom.